# Armin Zimmermann (Admiral)

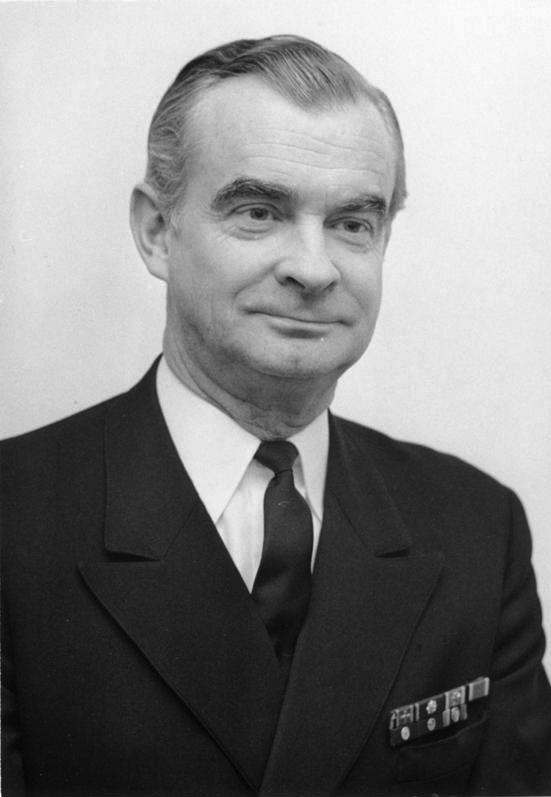
Armin Zimmermann, 1970

Armin Zimmermann (* 23. Dezember 1917 in Blumenau, Brasilien; † 30. November 1976 in Bonn) war ein deutscher Marineoffizier. Von 1972 bis 1976 war er als Admiral der fünfte Generalinspekteur der Bundeswehr.

## Leben
Zimmermann, Sohn eines Schulrates, trat im April 1937 als Offizieranwärter in die Kriegsmarine ein. Zu Beginn des Zweiten Weltkriegs war er Fähnrich zur See in einem Minenräumverband unter Kapitän zur See Friedrich Ruge. Zum Leutnant zur See befördert, wurde er im Frühjahr 1940 Kommandant eines Räumboots und 1942 eines Minensuchboots. Nach einem kurzen Besuch der Kriegsakademie wurde er zum Flottillenchef der 46. Minensuchflottille im Bereich des Englischen Kanals ernannt und damit der jüngste Flottillenchef der Kriegsmarine. Dort war er unter anderem maßgeblich an der Planung des Handstreichs auf Granville am 9. März 1945 beteiligt, eine der letzten offensiven Aktionen der Kriegsmarine. Er wurde im Kriege schwer verwundet. Als höchste Kriegsauszeichnung erhielt Zimmermann das Deutsche Kreuz in Gold.
Bei Kriegsende geriet er auf den Kanalinseln in britische Kriegsgefangenschaft. Anschließend war er bis 1947 beim Deutschen Minenräumdienst als Kommandant, Flottillenchef und Verbindungsoffizier zum britischen Stab tätig und beteiligte sich an der Räumung der Seeminen an der deutschen Küste. Anfang 1948 trat er in den Minenräumverband Cuxhaven ein, in dem er seine Tätigkeit fortsetzte. Er blieb nach dessen Auflösung im Sommer 1951 in Cuxhaven und wurde Leiter der Expertengruppe für Minenfragen bei der Marinedienstgruppe (Royal Navy).

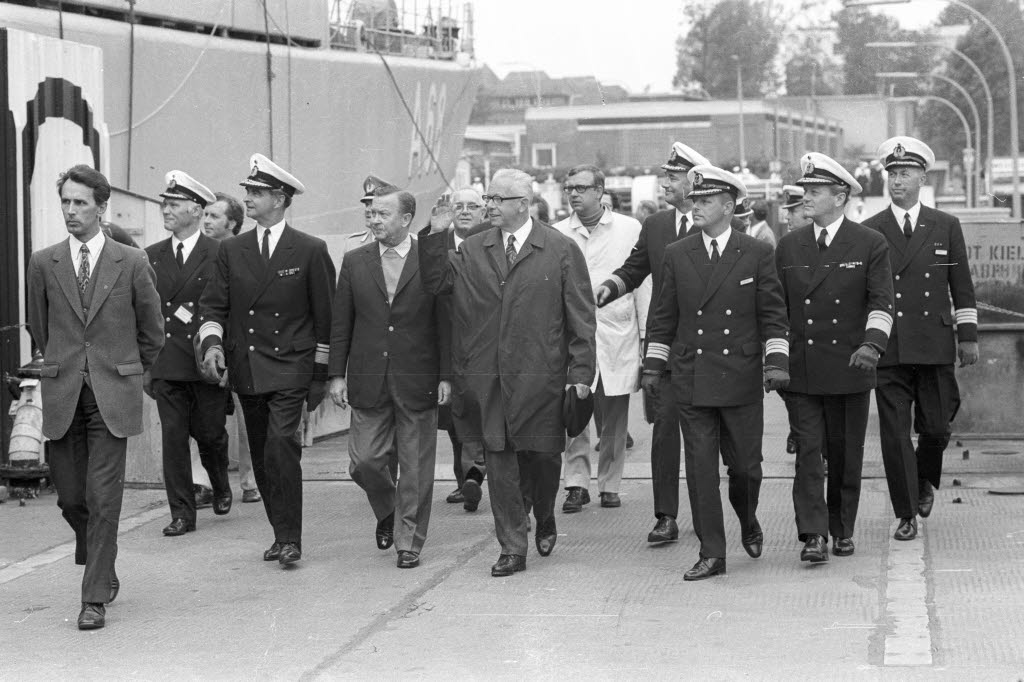
Armin Zimmermann (Dritter von links) beim Besuch von Bundespräsident Gustav Heinemann auf dem Tender WERRA (A 68) im Tirpitzhafen zur Kieler Woche, 20. Juni 1971

1956 wurde Zimmermann als Korvettenkapitän in die neue Bundesmarine übernommen. Er war zeitweise deutscher Marineattaché in London und Geschwaderkommandeur eines Minensuchgeschwaders. Er war mehrfach im Bundesministerium der Verteidigung eingesetzt und bekleidete die Funktionen des Befehlshabers der Seestreitkräfte der Nordsee und des Befehlshabers der Flotte. Am 1. April 1972 wurde Admiral Zimmermann als erster Marineoffizier Generalinspekteur der Bundeswehr. Im Oktober 1976 wurde er mit dem Großen Verdienstkreuz mit Stern des Verdienstordens der Bundesrepublik Deutschland ausgezeichnet. Im Juni 1976 zog sich Zimmermann bei einem Schwächeanfall, der auf seine Kriegsverwundung zurückzuführen war, eine schwere Schädelverletzung zu, an deren Folgen er am 30. November 1976 im Amt starb. Seine Tochter heiratete den Gynäkologen Henning Kühnle.
Im Wilhelmshavener Ortsteil Sengwarden liegt die vorwiegend von der Deutschen Marine genutzte Admiral-Armin-Zimmermann-Kaserne.